# Кебир Мехмед Челеби джамия
Кебир Мехмед Челеби джамия (на турски: Kebir Mehmed Çelebi Camii; на албански: Xhamia Kebir Mehmed Çelebi; на македонска литературна норма: Кебир Мехмед Челеби Џамија) е джамия в Скопие, столицата на Република Македония. Обявена е за паметник на културата.

## Местоположение
Храмът е разположен северно от Вардар, до кампуса на Скопския университет.

## История
Над входа на джамията има каменна плоча с надпис, който дава дата на построяване 4 мухарем 874 година по хиджра (= 14 юли 1469 година от Христа). Ктитор на джамията е Кебир Мехмед Челеби, син на Исхак бей и внук на завоевателя на Скопие Игит паша.
Джамията пострадва при земетресението в 1963 година. В 2016 година възстановена с финансова подкрепа от Турция. Джамията е реставрирана в оригиналния си вид без шадравана, за който няма сведения как е изглеждал и затова е възстановен във вид, типичен за епохата.